# Иван Фрегл
Иван Фрегл (Фрам, 30. децембар 1901]] — Ваљево, [[17. децембар|17/19. децембар 1941) био је официр словеначког порекла, генералштабни мајор Југословенске војске и један од првих људи који су се придружили покрету пуковника Драгољуба Драже Михаиловића.
Заробљен је заједно са мајором Александром Мишићем, током велике немачке операције „Михаиловић”, децембра 1941. године. Обојица су стрељани неколико дана касније у околини Ваљева.

## Младост и образовање
Иван Фрегл је рођен 30. децембра 1901. године у Фраму код Марибора, као ванбрачни син Елизабете, кћерке локалног крчмара. Мајка се преселила у Птуј и потом удала код Љутомера. За то време, Фрегл је у родном месту завршио основну школу и потом Винарску и воћарску школу у Марибору.
Након одслуженог војног рока у Југословенској војсци, постао је резервни официр и примљен је на сталну службу. Службовао је у Бијељини, Бањалуци и на Сушаку, а прошао је и планинску и скијашку обуку.
Оженио се професорком Милицом Петровић, сестром пилота потпуковника Петровића. Са њом је добио кћерку Гордану, која је била наставник француског језика у Основној школи „Ђура Јакшић” на Канаревом брду у Београду.
Завршио је Нижу школу Војне академије у Београду, потом Вишу школу Војне академије од 1933. до 1935. године и Подофицирску школу краља Александра у Београду. Између 1938. и 1939. године је прошао генералштабну обуку у саобраћајном одељењу и добио чин генералштабног мајора.

## Други светски рат
Није сасвим јасно где се налазио за време Априлског рата 1941. године. Једни извори га помињу као начелника штаба Рисњачког планинског одреда под командом генералштабног пуковника Стојадина Миленковића, у саставу Седме армије на челу које се налазио дивизијског генерала Душана Трифуновића. Други извори тврде да је био начелник штаба Врбаске дивизије у Бањалуци.
По капитулацији се вратио привремено у Љубљану и убрзо отишао за Београд, намеран да успостави везу са југословенским официрима који су избегли заробљеништво. На лето се придружио мајору Александру Мишићу, сину војводе Живојина Мишића, који је формирао Рибнички четнички одред. Он је узео Фрегла за начелника штаба одреда. Пуковник Драгољуб Дража Михаиловић му је поверио да ради на организовању југословенских официра у Словенији.

### Операција „Михаиловић”
Пошто су примећени значајни покрети немачких снага према Равној гори, пуковник Михаиловић је наредио неприметно одступање. Међутим, курир је 5. децембра 1941. године око подне, известио да мајор Мишић са својим одредом остаје у родној кући у Струганику, где намерава да пружи отпор. Пуковник Михаиловић је кренуо према њему, заједно са мајором Остојићем.
Ујутру 6. децембра, јављено је да се Струганику приближавају немачки тенкови, терајући цивиле испред себе, како би зауставили потенцијални напад четника. Дошло је до кратког сукоба са Немцима, након чега су били лоцирани и опкољени. Најпре је заробљен поднаредник Ђура Војновић, код кога је пронађено оружје немачке производње, што је указивало да га је заробио након убијања неког немачког војника, те је одмах стрељан. Мајор Мишић је схватио да нема излаза, па је свом пратиоцу Лазару Вукмирицу наредио да Михаиловића покрије лишћем, а исто је учинио и са Остојићем. Потом су мајор Мишић и мајор Фрегл изашли пред Немце. Мишић је на немачком језику саопштио да је он пуковник Михаиловић, који се заправо налазио свега два метра од њега.

### Смрт
Мишић и Фрегл су најпре одведени у Ваљево. Премештени су у дивизијски затвор 15. децембра. Стрељани су 17. или 19. децембра, на непознатој локацији. Претпоставља се да би то могла бити Ђеновачка шума на ободу Ваљева.
Фрегла је покушала да посети супруга Милица, али је већ било касно када је стигла:
Нисам знала да су стрељани. Отишла сам у Ваљево у намери да покушам да га спасем. Примио ме је немачки капетан фон Штенцл… Уместо помоћи, пружио ми је запечаћен коверат и рекао: `Морате бити храбри, јер Ваш муж је погинуо као херој`. Умало се нисам срушила. Али, оне речи да је умро као херој су деловале. Изашла сам ћутке у ходник и отворила коверат. У њему је било нешто новца и Ивино опроштајно писмо које брижљиво чувам.— Милица Фрегл
Опроштајно писмо мајора Фрегла, написано 16. децембра, чувао је Светозар Филиповић, један од Фреглових ратних другова:
Ваљево – затвор. 16. XII 1941. Мила женице. Немачки ратни суд ме је данас осудио због четниковања на смрт. Ништа се не бојим. Жао ми је само тебе и Гође. Савест ми је потпуно чиста. Умирем за част Отаџбине и народа. Умирем као јунак и сам ћу командовати паљбу. Жао ми је што нисмо погинули на бојном пољу. Буди храбра и васпитавај добро Гођу. Моје одело – цивилно, налази се код проте Поповића у Мионици. Шаљем ти и нешто новца. Љуби тебе, Гођу и све моје, твој Срчек— Иван Фрегл, 16. децембар 1941.
Милица Фрегл је покушала да преузме тело свог супруга, али је упућена на органе Владе народног спаса, одакле јој је речено да је у датим околностима готово немогуће пронаћи нечији гроб.

## Наслеђе
На предлог министра војске, морнарице и ваздухопловства генерала Драгољуба Драже Михаиловића, краљ Петар II Карађорђевић је 14. јануара 1942. године, донео указ под бр. 63, којим је мајоре Мишића и Фрегла одликовао Орденом Карађорђеве звезде са мачевима IV реда.
У јануару 1942. године, генерал Михаиловић је обавестио Владу у Лондону, да су мајоре Мишића и Фрегла издала три: „издајника Косте Пећанца”.
У завршној речи на суђењу 1946. године, Михаиловић је говорио о предаји Немцима групе заробљених партизана у новембру 1941. године, које је извршио Јован Шкавовић Шкава. Тада је указао да је управо Шкавовић, преко неког свог железничког чиновника у селу Дивци, месец дана касније, упутио немачку борбену групу према Струганику, где се налазио са Мишићем, Фреглом и осталима:
Александар Мишић никада их не би предао Немцима. Он је и сувише поштен човек. Ово је учинио Шкава што је доцније учинио и са Мишићем, Фреглом и са мном. Само смо се ја и Остојић на време спасили.
Касније су се помињали, поред Шкаве, још Нешован Папић и Богдан Брајевић као људи који су учествовали у помагању Немцима у наступању према Струганику.

### Контроверзе
Милослав Самарџић, власник издавачке куће Погледи и публициста који се бави проучавањем Југословенске војске у Отаџбини, тврди да Мишић и Фрегл нису стрељани и да за то не постоји ниједан документ. Текст „Мишић и Фрегл нису стрељани 1941.” је објавио децембра 2016. године у часопису Слобода, који издаје Српска народна одбрана у Сједињеним Америчким Државама.
Он наводи изјаву Божидара Матића, некадашњег председника Општине ваљевске, да су Мишић и Фрегл одведени у логор у Шапцу. Вест о томе је дошла до Михаиловића 9. септембра 1942. године. Наводно је и Елеонора, Мишићева сестра, имала таквих сазнања. Међутим, нигде нема помена о мајору Фреглу.
Последњи извор о живом Мишићу је датиран на 18. мај 1944. године, када је Михаиловић упутио писмо Нешку Недићу да се Мишић јавио из Немачке.

## Одликовања
- Медаља за војничке врлине
- Орден Карађорђеве звезде са мачевима IV реда, доделио краљ Петар II Карађорђевић на предлог министра војске, морнарице и ваздухопловства генерала Драгољуба Драже Михаиловића (14. јануара 1942)[5]